# Hilary Mantel
Dame Hilary Mary Mantel, właśc. Hilary Thompson (ur. 6 lipca 1952 w Glossop, zm. 22 września 2022 w Exeter) – brytyjska pisarka, dwukrotna laureatka Nagrody Bookera.

## Życiorys
Studiowała na University of Sheffield, następnie pracowała m.in. jako sprzedawczyni i pracownik socjalny w szpitalu. Ze swoim mężem Geraldem McEwenem w drugiej połowie lat 70. zamieszkała w Botswanie, później mieszkała również w Arabii Saudyjskiej. Do Wielkiej Brytanii wróciła w połowie lat 80. Pierwszą powieść zaczęła pisać w latach 70., jednak debiutowała dopiero w 1985 powieścią Every Day is Mother’s Day. W swoich książkach wykorzystuje życiowe doświadczenia. Eight Months on Ghazzah Street rozgrywa się w Dżuddzie. Jest także autorką opowiadań i wspomnień. W latach 1987–1991 była krytykiem filmowym tygodnika „The Spectator”.
W 2009 została uhonorowana Nagrodą Bookera za powieść historyczną W komnatach Wolf Hall. Jej akcja rozgrywa się w Anglii w czasach Tudorów, głównym bohaterem jest Thomas Cromwell. Kontynuacją W komnatach Wolf Hall jest Na szafocie. W języku polskim ukazały się także inne jej powieści: Zmiana klimatu, opowiadająca o małżeństwie pracującym w Afryce oraz Kogo śmierć nie sięgnie o rewolucji francuskiej.
W 2012 jako pierwsza kobieta w historii tej nagrody zdobyła Bookera po raz drugi za powieść Na szafocie. W tym samym roku powieść została wyróżniona Nagrodą Costa za Książkę Roku. Trzecim i ostatnim tomem trylogii historycznej Mantel jest powieść The Mirror and the Light, która ukazała się 5 marca 2020 i w lipcu tego samego roku została nominowana do Nagrody Bookera.
W 2005 odznaczona Komandorią Orderu Imperium Brytyjskiego (CBE), w 2014 klasa tego orderu została podniesiona do Dama Komandor (DBE), co upoważnia do noszenia tytułu szlacheckiego dame.

## Twórczość
- Every Day is Mother’s Day (1985)
- Vacant Possession (1986)
- Eight Months on Ghazzah Street (1988)
- Fludd (1989)
- Kogo śmierć nie sięgnie (A Place of Greater Safety, 1992)
- Zmiana klimatu (A Change of Climate, 1994)
- An Experiment in Love (1995)
- The Giant, O’Brien (1998)
- Giving Up the Ghost (2003)
- Learning to Talk (2003)
- Beyond Black (2005)
- W komnatach Wolf Hall (Wolf Hall, 2009)
- Na szafocie (Bring Up the Bodies, 2012)
- Lustro i światło (The Mirror and the Light, 2020)
- Duchy zostają, tłum. Martyna Tomczak (Giving up the ghost, 2025)